# Heifer Poland

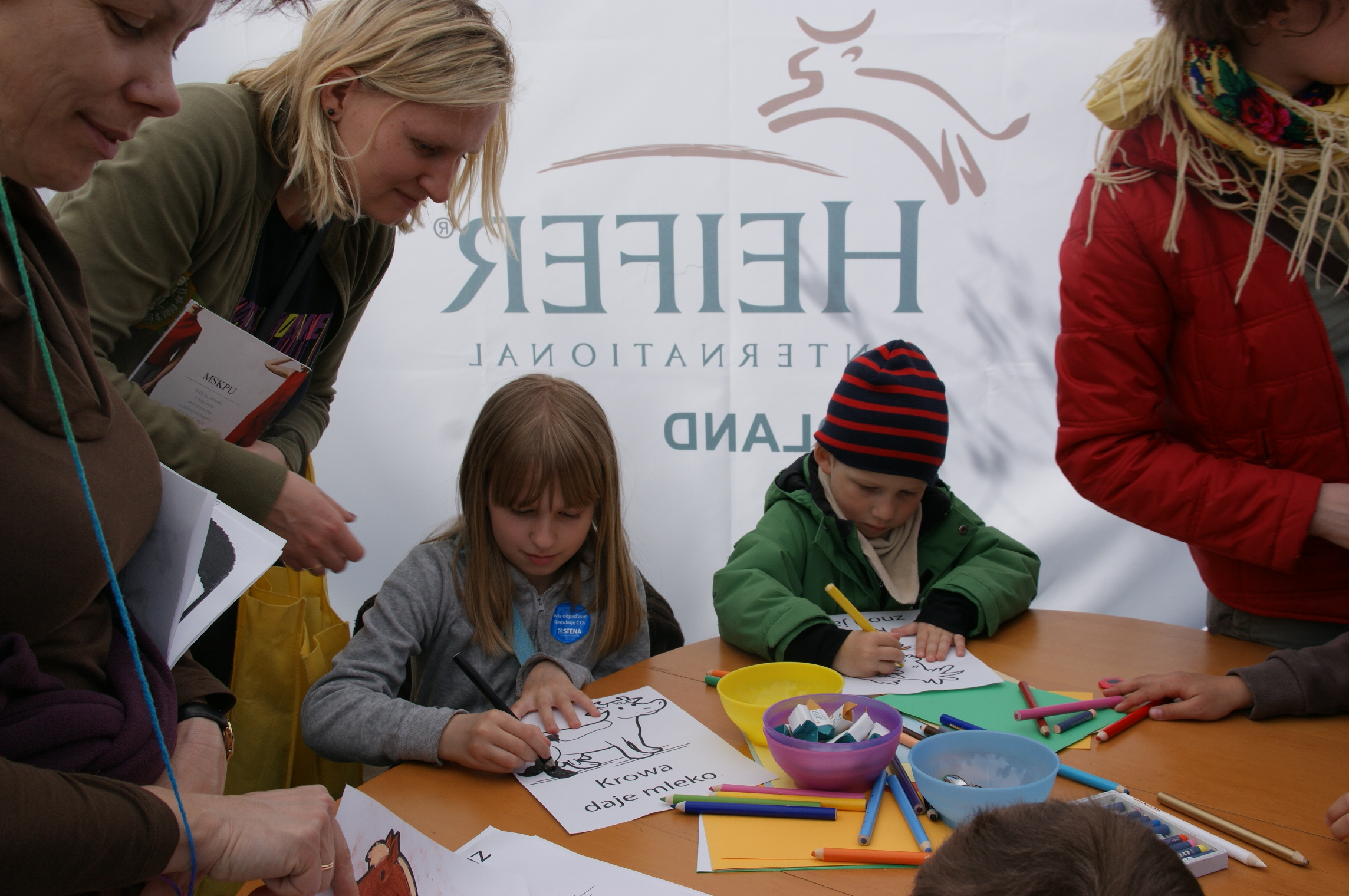
Namiot Heifer Poland, Światowy Dzień Ziemi (Warszawa 2011)

Heifer Poland – polski oddział międzynarodowej organizacji non-profit Heifer International (z centralą w Little Rock, Arkansas), która walczy z głodem i ubóstwem oraz dba o zrównoważony rozwój świata.
Heifer Poland (pełna nazwa: Przedstawicielstwo Fundacji Zagranicznej Heifer Project International) realizuje swoją misję, podejmując współpracę z lokalnymi społecznościami i przygotowując programy pomocy dla rolników indywidualnych, zrzeszonych w grupy. Heifer Poland powstało w roku 1992 jako biuro regionalne na Europę Środkowo-Wschodnią (CEE). W roku 1998 przekształciło się ono w odrębne biuro HPI na Polskę z siedzibą w Warszawie przy ulicy Sandomierskiej 18/5.

## Historia
W ciągu 20 lat działalności Heifer Poland doprowadziło do przekazania ok. 49 tys. zwierząt hodowlanych o wartości ponad 5 mln dol. Obecnie Heifer Poland prowadzi 29 projektów pomocowych, w tym jeden w Gruzji, jeden w Armenii (oba współfinansowane w ramach polskiej współpracy rozwojowej MSZ RP) i jeden edukacyjny projekt na Słowacji. Budżet za ostatni okres rozrachunkowy (od lipca 2010 do czerwca 2011) wyniósł 3 mln zł.

## Projekty Heifer Poland (wybrane)
- Województwo Podkarpackie – wysiew nostrzyka białego (odtworzenie ginącej rośliny i tworzenie nowych baz pożytkowych dla pszczół)[4].
- Międzylesie (powiat Kłodzki) – konie huculskie i jałówki rasy simentalskiej[5].
- Sejny – prosięta rasy złotnickiej[6].
- Gmina Hanna (woj. lubelskie) – konie zimnokrwiste[7].
- Suwalszczyzna – ochrona tradycyjnych sadów przydomowych w Suwalskim Parku Krajobrazowym[8].
- Edukacja ekologiczna w szkołach[9].
- Kluby 4H[10].
- Odrzechowa (woj. podkarpackie) – książki dla szkół[11].

## Szefowie
- 1992-1998 – prof. Henryk Jasiorowski (przedstawiciel na Europę Środkowo-Wschodnią)
- 1998-2009 – mgr Katarzyna Malec (dyrektor krajowy)
- od 2009 – mgr Markus Törnberg (dyrektor krajowy)

## Transparentność
Według audytorów z Better Business Bureau, raporty Heifer International są zgodne ze stanem faktycznym. Charity Navigator przyznaje fundacji 3 punkty w czteropunktowej skali ocen. W ujęciu globalnym, Heifer International kieruje ok. 75% funduszy na pomoc, zbiórka pieniędzy i administracja pochłania 25% budżetu.